# Chauliodoniscus tasmanaeus
Chauliodoniscus tasmanaeus är en kräftdjursart som beskrevs av Roger J. Lincoln 1985. Chauliodoniscus tasmanaeus ingår i släktet Chauliodoniscus och familjen Haploniscidae.
Artens utbredningsområde är havet kring Nya Zeeland. Inga underarter finns listade i Catalogue of Life.